# Durrington (Wiltshire)
Durrington – wieś w Anglii, w hrabstwie Wiltshire. Leży 16 km na północ od miasta Salisbury i 119 km na zachód od Londynu. W 2001 miejscowość liczyła 7182 mieszkańców.